# Sanli (sockenhuvudort i Kina, Hubei Sheng, lat 30,62, long 109,90)
Sanli (kinesiska: 三里, 三里乡) är en sockenhuvudort i Kina. Den ligger i provinsen Hubei, i den centrala delen av landet, omkring 420 kilometer väster om provinshuvudstaden Wuhan. Antalet invånare är 28 869. Befolkningen består av 14 680 kvinnor och 14 189 män. Barn under 15 år utgör 20,0 %, vuxna 15-64 år 64 %, och äldre över 65 år 15,0 %.
Runt Sanli är det ganska tätbefolkat, med 192 invånare per kvadratkilometer. Närmaste större samhälle är Yezhou, 17,4 km väster om Sanli. I omgivningarna runt Sanli växer i huvudsak blandskog.
Genomsnittlig årsnederbörd är 1 619 millimeter. Den regnigaste månaden är september, med i genomsnitt 301 mm nederbörd, och den torraste är december, med 18 mm nederbörd.